# Cholet
Cholet (wymowaⓘ) – miejscowość i gmina we Francji, w regionie Kraj Loary, w departamencie Maine i Loara.
Według danych na rok 2019 gminę zamieszkiwały 54 357 osoby, a gęstość zaludnienia wynosiła 621 osób/km².
W miejscowości znajduje się stacja kolejowa Gare de Cholet.

## Geografia

### Położenie
Cholet położone jest w zachodniej części kraju.

### Klimat
| Miesiąc | Sty  | Lut  | Mar  | Kwi  | Maj  | Cze  | Lip  | Sie  | Wrz  | Paź  | Lis  | Gru  | Roczna |
| --- | ---- | ---- | ---- | ---- | ---- | ---- | ---- | ---- | ---- | ---- | ---- | ---- | ------ |
| Średnie temperatury w dzień [°C]                                                                                   | 8.4  | 9.5  | 12.8 | 15.7 | 19.3 | 22.9 | 25.0 | 25.2 | 21.9 | 16.9 | 11.9 | 8.9  | 16,5   |
| Średnie dobowe temperatury [°C]                                                                                    | 5.6  | 6.1  | 8.6  | 10.9 | 14.4 | 17.7 | 19.6 | 19.7 | 16.8 | 13.1 | 8.8  | 6.1  | 12,3   |
| Średnie temperatury w nocy [°C]                                                                                    | 2.9  | 2.6  | 4.4  | 6.1  | 9.5  | 12.5 | 14.1 | 14.2 | 11.6 | 9.4  | 5.7  | 3.3  | 8,0    |
| Opady [mm] | 83.3 | 62.3 | 57.7 | 56.9 | 64.0 | 40.2 | 49.1 | 46.1 | 62.3 | 79.7 | 84.6 | 86.3 | 773    |
| Średnia liczba dni z opadami                                                                                       | 12.3 | 10.2 | 9.2  | 9.4  | 9.7  | 7.2  | 6.7  | 6.7  | 7.8  | 10.4 | 12.7 | 12.5 | 115    |
| Źródło: meteofrance.fr (liczba dni z opadami dla wartości 1 mm, 1991–2020, wysokość 134 m n.p.m., 90 km od oceanu) |      |      |      |      |      |      |      |      |      |      |      |      |        |

## Sport
W miejscowości funkcjonują kluby sportowe:
- klub piłkarski SO Cholet (III liga) rozgrywający swoje mecze na stadionie Stade Omnisports Jean Bouin
- klub koszykarski Cholet Basket(inne języki) (ekstraklasa Pro A) rozgrywający swoje mecze w hali sportowej Salle de la Meilleraie(inne języki)[potrzebny przypis].

Odbywa się tu coroczny jednodniowy wyścig kolarski: Cholet-Pays de la Loire.

## Współpraca
- Oldenburg, Niemcy
- Dorohoi, Rumunia
- Solihull, Wielka Brytania
- Dénia, Hiszpania
- Sao, Burkina Faso
- Araya, Liban
- Pierre-De Saurel, Kanada